# Zbiornik Kachowski
Zbiornik Kachowski (ukr. Каховське водосховище, trb. Kachowśke wodoschowyszcze) – obecnie nieistniejący, wielki zbiornik zaporowy na Ukrainie, na Dnieprze. Leży w obwodach: zaporoskim, dniepropetrowskim i chersońskim.
Zbiornik powstał za sprawą budowy Kachowskiej Elektrowni Wodnej w latach 1950–1956. Zaporę elektrowni zamknięto 5 lipca 1955 roku, rozpoczynając napełnianie zbiornika. 
Powierzchnia akwenu wynosiła 2155 km², a objętość zgromadzonej wody – 18,2 km³. Jego pojemność użytkowa wynosiła 6,78 km³. Długość zbiornika to 230 km, największa szerokość – 25 km. Był to 4. pod względem wielkości sztuczny zbiornik w Europie według objętości, ustępując zbudowanym na Wołdze zbiornikom: Kujbyszewskiemu (57,3 km³), Wołgogradzkiemu (31,5 km³) i Rybińskiemu (25,5 km³).
Nad zbiornikiem, w Enerhodarze znajduje się korzystająca z jego wód do celów chłodzenia Zaporoska Elektrownia Jądrowa, największa w Europie siłownia jądrowa oraz 2 elektrownie spalinowe (4 jednostki węglowe o łącznej mocy 1,2 GW oraz 2 gazowe o mocy 1,6 GW). W 2021 zespoły te zapewniały 23 proc. mocy zainstalowanej i pokrywały 30 proc. zapotrzebowania Ukrainy na energię elektryczną. Zbiornik pozwalał także na regulację poziomu Dniepru między Chersoniem i Zaporożem, umożliwiając żeglugę rzeczną.
Spiętrzenie pozwalało nawadniać tereny rolnicze w obwodzie dniepropietrowskim, zaporoskim i chersońskim. Wody zbiornika zasilały systemy irygacyjne o długości 12 tys. km. Najstarszym jest Kanał Północnokrymski nawadniający 600 tys. ha oraz zaopatrujący w wodę miejscowości na Krymie. Odprowadzony 18 km powyżej Kanał Kachowski nawadniał 220 tys. ha oraz dostarczał wodę pitną do Melitopola i Berdiańska. Zbiornik zasilał także w wodę tereny na północ od Dniepru, miasto i przemysł Nikopola oraz – za pośrednictwem kanału – Krzywy Róg z jego ośrodkiem metalurgicznym. W okresie funkcjonowania systemów irygacyjnych opartych na zasobach Zbiornika Kachowskiego populacja terenów od nich zależnych wzrosła między 150 a 340 proc. Naukowcy Uniwersytetu Chersońskiego szacowali na początku 2023 r., że zależne od niego systemy irygacyjne utrzymywały między 280 a 400 tys. miejsc pracy w rolnictwie południa Ukrainy oraz dostarczały wodę pitną dla 400 tys. ludzi.
6 czerwca 2023 roku o godzinie 2:50, w czasie inwazji Rosji na Ukrainę, doszło do eksplozji wewnątrz zapory zbiornika. Spowodowało to całkowite zniszczenie elektrowni i przerwania zapory na długim odcinku. Zniszczonych zostało 11 z 28 przęseł zapory. Niekontrolowane uwolnienie wody ze zbiornika w dół rzeki spowodowało powódź na znacznych obszarach wzdłuż jej dolnego biegu. Zalanych zostało blisko 80 miejscowości. Śmierć poniosło według wstępnych szacunków kilkanaście osób. W ocenie ekspertów wojskowych za przerwanie tamy odpowiedzialni są Rosjanie, konkretnie 205. brygada strzelców zmotoryzowanych rosyjskich Sił Zbrojnych, a decyzję o jej zniszczeniu podjęto w celu próby utrudnienia ukraińskich działań ofensywnych.